# Demografia històrica
 La demografia històrica és una disciplina de la història, complement per a l'anàlisi històrica, que utilitza mètodes quantitatius o qualitatius per estudiar la població en un determinat moment històric. Tal com reflexiona Pierre Goubert "Com el seu nom indica, la història demogràfica (o demografia històrica) neix d'un casament entre la història, disciplina literària que se sent científica, i la demografia, disciplina que s'anomena científica, i en la qual l'aspecte matemàtic i estadístic és molt important".
El marc cronològic de la demografia històrica es delimità per E.A. Wrigley al Regne Unit, entre 1538 i 1837, època en què els registres parroquials són la principal base documental. Al nostre país, tant els estudis d'història demogràfica com els de demografia històrica, abasten des dels primers registres de població existents fins al cens de 1857. Per tant, el coneixement del volum d'homes i de dones anterior a aquest any s'ha de fonamentar en els censos, fogatges i altres recomptes de població (si bé la finalitat dels quals no era únicament la de conèixer el nombre d'habitants, però són, malgrat tot, les úniques dades globals que es tenen) que són deficients i criticables en molts aspectes. Així, tant la demografia històrica com la història demogràfica s'ocuparien, doncs, de l'estudi de les poblacions abans de l'aparició dels censos estadístics contemporanis (època preestadística).